# Санкт-Петербургское училище глухонемых
Санкт-Петербургское училище глухонемых — первое в России специализированное учебное заведение для глухонемых детей. Целью этого учебного заведения было воспитание и образование, как общее, так и ремесленное, детей обоего пола, родившихся глухонемыми или оглохших от болезни с потерей речи.

## История

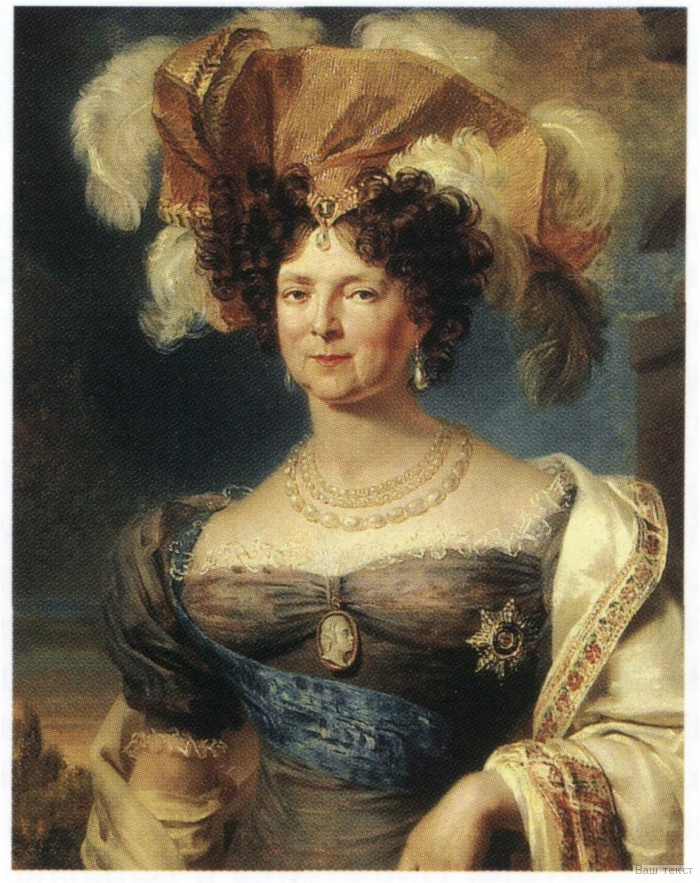
Портрет вдовствующей императрицы Марии Фёдоровны

Поводом для открытия первого училища для глухонемых в Санкт-Петербурге стала встреча Марии Федоровны с глухонемым мальчиком Александром Меллером в Павловском парке. Для облегчения участи этого мальчика и подобных ему детей Мария Федоровна поручила выписать из-за границы одного из наиболее известных профессоров, чтобы учредить в Санкт-Петербурге училище глухонемых. В том же 1806 году был выписан из Польши ксёндз и профессор Винцент-Ансельм Зыгмунт, он и стал первым учителем и организатором учебно-воспитательной работы в училище глухонемых.

### Под руководством Марии Фёдоровны
Училище было открыто императрицей Марией Фёдоровной в 1806 году, в качестве опытного. План и штат училища утвердили 14 октября 1806. Оно содержалось на деньги императрицы и находилось сначала в Павловске. На содержание училища полагалось 4 500 руб. в год из средств императрицы Марии Федоровны. Первоначально училище было рассчитано на 12 «лишенных слуха и глагола» воспитанников (6 мальчиков и 6 девочек) из числа питомцев Санкт-Петербургского Воспитательного дома — детей из бедных семей служителей и разночинцев, а также детей благородного происхождения. В число первых учеников училища вошли и племянники генеральши Ахвердовой.

### В ведении Санкт-Петербургского Опекунского совета
В 1810 опытное училище по решению Марии Фёдоровны было передано в ведение Санкт-Петербургского Опекунского совета и перешло на казенное содержание. Училище было переведено в Санкт-Петербург. Официальное открытие его состоялось 22 февраля 1810 года. Сначала училище располагалось на Выборгской стороне, а потом переехало во Вдовий дом, который находился на территории Смольного монастыря. По уставу училища, утвержденному 1 января 1810, в нём содержалось 24 ребёнка, 12 из которых были питомцами С.-Петербургского и Московского Воспитательных домов и столько же — частные пансионеры обоего пола в возрасте 7-10 лет. Первым директором училища стал профессор Ж. Б. Жоффре, приглашенный из Парижского института глухонемых.
В 1817 г., по воле императрицы, для размещения училища у купчихи Кусовкиной было выкуплено в казну трёхэтажное здание на углу Гороховой улицы и набережной реки Мойки, рядом с Воспитательным домом (совр. адрес: Гороховая ул., 18). По проекту П. С. Плавова здание было перестроено и включено в комплекс Петербургского Воспитательного дома. В 1824 г, после смерти Жоффре, директором училища становится Г. А. Гурцов.
Училище оставалось любимым детищем императрицы. Мария Фёдоровна не только выделила необходимые средства из своей личной казны на приобретение под училище большого дома в Петербурге, но и взяла на содержание половину учащихся, учителей, надзирателей, активно вникала в процесс становления и развития школы. Училище неоднократно посещал и Александр I.

### В составе Мариинского Ведомства

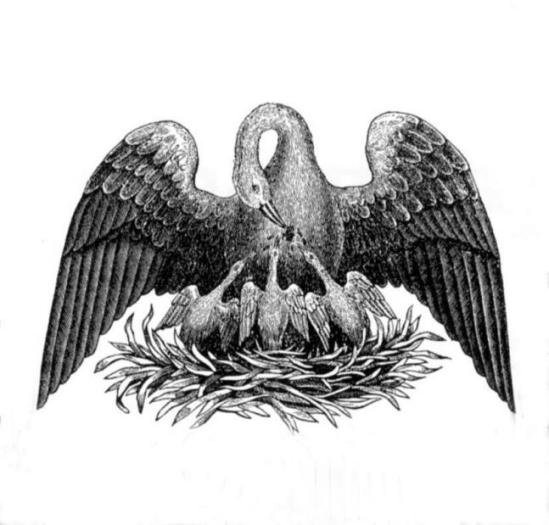
Эмблема ведомства Императрицы Марии. В геральдике пеликан, кормящий птенцов своей кровью, означает как любовь родителей к детям, так и попечение государя о своём народе

Императорским указом от 26 октября 1828 (спустя два дня после кончины императрицы Марии Фёдоровны) Санкт-Петербургский Опекунский совет и подведомственные ему учреждения были переданы в ведение новообразованного IV отделения Собственной Е. И. В. канцелярии (с 1854 оно именовалось Ведомством учреждений императрицы Марии, а с 12 августа 1880 — Собственной Е. И. В. канцелярией по учреждениям императрицы Марии).
В 1838 году директором училища становится В. И. Флери. 30 июля 1835 г. был утвержден новый Устав училища.
После пожара, случившегося 30 июля 1840, здание училища было вновь перестроено по проекту П. С. Плавова.
Училище продолжало расширяться: в 1860-е — 1870-е число воспитанников достигало 160 (100 мальчиков и 60 девочек), на занятия допускались также приходящие платные ученики (до 40 детей). Всего за период 1810—1910 в училище обучались 2205 детей (1401 мальчик и 804 девочки), из них успешно окончили курс обучения 1929 человек. В 1865 г. был утвержден новый устав Петербургского училища. Курс был взят на реорганизацию мастерских, совершенствование технического образования учащихся. Малоспособных в науках детей начали обучать преимущественно ремёслам.
Летом 1867 года училище посетил Эдвард Галлодет, директор первого в мире высшего учебного заведения для глухонемых в Вашингтоне, позднее ставшего Галлодетским университетом. Галлодет совершал турне по городам Европы, осматривая школы и приюты для глухонемых детей. В своём отчёте для министерства внутренних дел США он дал петербургскому заведению высокую оценку, отметив, в частности, комфортное летнее размещение учащихся с учителями в деревянных домах на одном из островов близ города, отличную планировку и обустройство собственно училища, а также разумное сочетание обучения устной речи с использованием языка жестов. Любопытно, что проводником и переводчиком для Галлодета послужил 24-летний К. А. Тимирязев, которого ему порекомендовали как знатока английского языка.
В 1898 году при училище были созданы педагогические курсы, которые готовили сурдопедагогов. При училище была открыта амбулатория для приема страдающих болезнями уха, горла, носа и нарушениями речи. Для взрослых людей, потерявших слух в результате болезни, были открыты вечерние классы, где их обучали чтению с губ и общеобразовательным предметам.
Постоянно совершенствовались и методы обучения. С именем управляющего училищем, почетного опекуна Александра Карловича Пеля (ум. 1887) было связано введение революционного для того времени «устного» метода. Это нововведение последней четверти XIX века способствовало более эффективному развитию у глухонемых детей коммуникативных способностей и, следовательно, возможности адаптироваться в обществе. В 1900 на Всемирной выставке в Париже училище получило почётный диплом за постановку учебного дела. В феврале 1910 года училище на Гороховой улице отмечало столетие со дня своего основания. 22 февраля в училище состоялся торжественный акт, который посетила императрица Мария Фёдоровна. В этот день училищу было присвоено звание Императорского.

### После Октябрьской революции

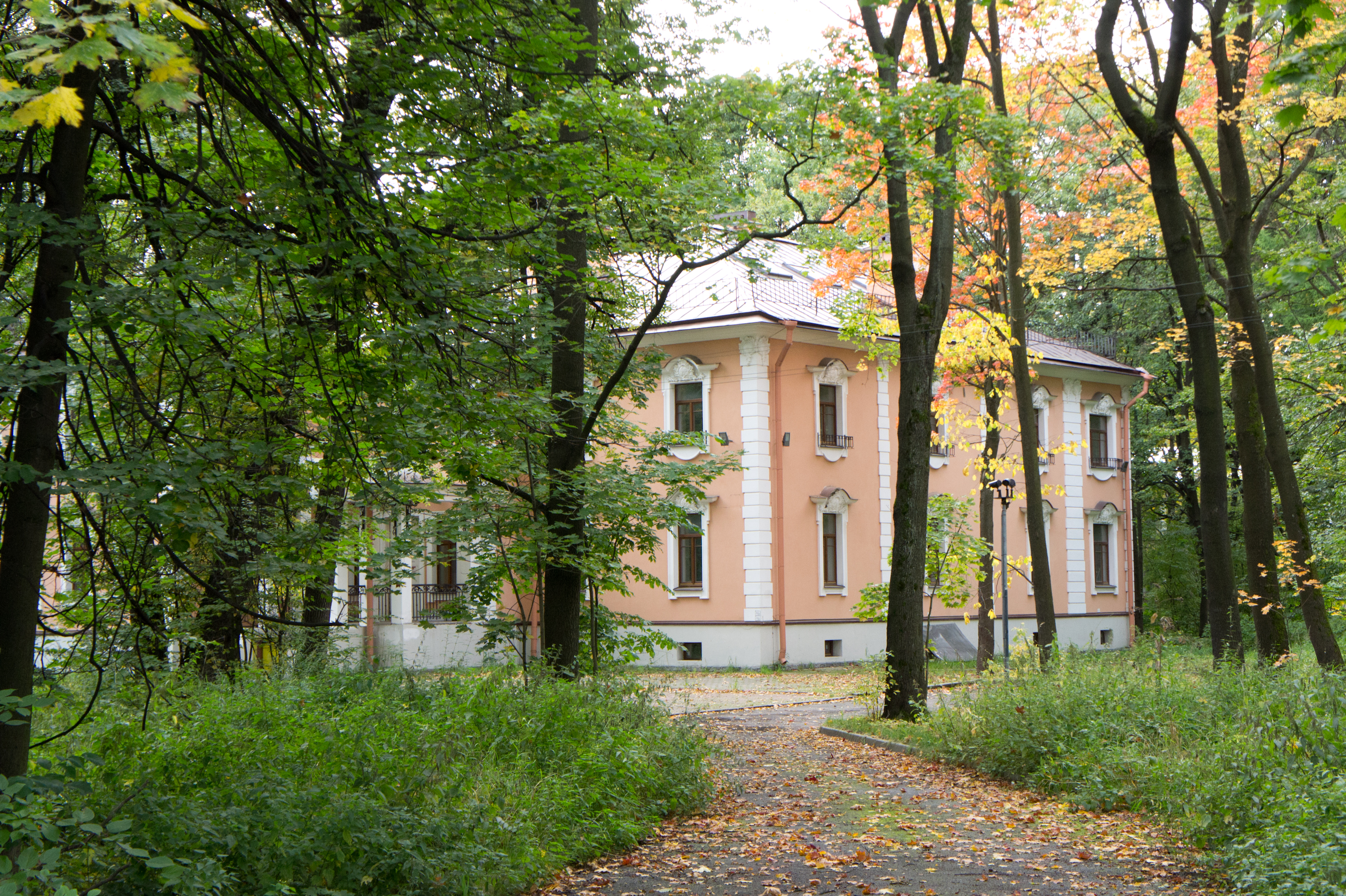
Современное здание на месте утраченного усадебного дома Ланских

После Октябрьской революции 1917 года училище было включено в систему советских учреждений народного образования. В 1918 училище было преобразовано в Институт глухонемых со школой при нём. В 1938 заведение получило название «Центральная школа-интернат для детей с расстройствами слуха и речи», в 1948 — «Школа-интернат № 1 для глухих детей». С 1969 располагается на территории бывшей усадьбы Ланских (пр. Энгельса, 4). Здание на Гороховой ул., 18 было передано Ленинградскому педагогическому институту им. А. И. Герцена.

## Руководители училища
Воспитательным процессом опытном училище открытом императрицей Марией Фёдоровной в 1806 руководил ксёндз проф. Винцент-Ансельм Зыгмунт, прибывший из Вильно, а ранее служивший наставником института глухонемых в Вене. Им были введены основы мимического метода обучения глухонемых детей аббата Де л’Эпе).

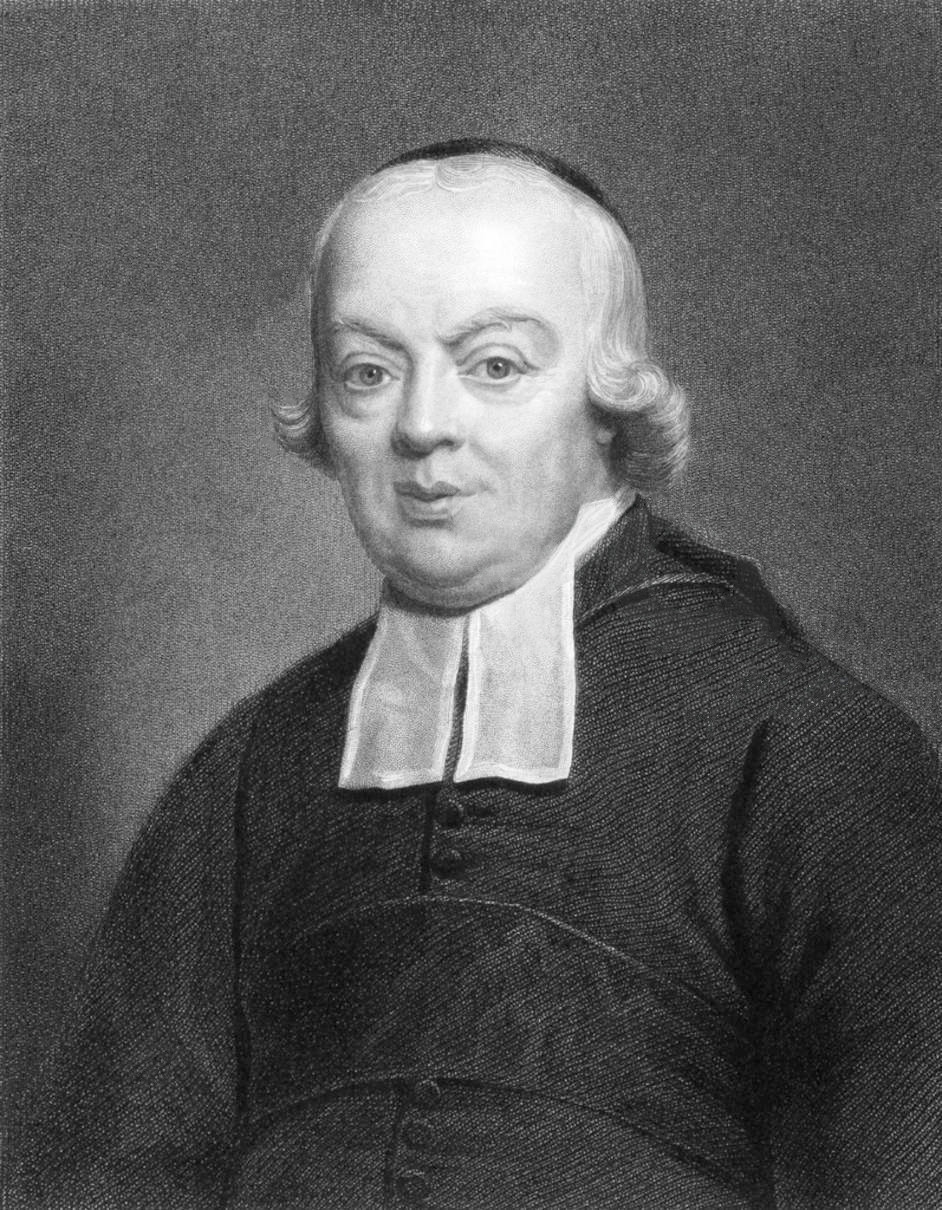
Де л’Эпе, Шарль-Мишель

Обучение воспитанников осуществлялось с помощью дактильной, жестовой, письменной и устной речи. Целью мимико-жестикуляторного обучения было развивать умственные способности глухонемых, вопреки бытовавшему тогда мнению, что люди, лишенные слуха и речи, не способны к умственной деятельности.
Однако, Марию Федоровну не устраивала светскость преподавания Зыгмунта, она полагала, что во время обучения детям недостаточно внушаются религиозные понятия и правила. Мария Федоровна завела активную переписку с аббатом Сикаром, директором Парижского института глухих. По просьбе матери Александр I дал послу в Париже поручение провести переговоры с Сикаром на предмет приглашения в Россию учителей. по рекомендации директора Парижского института глухих аббата Сикара, в Россию был приглашен его ученик Жан Батист Жоффре, заведовавший начальной школой при Парижском институте глухих.
По первому уставу училища, утвержденному императрицей Марией Фёдоровной в 1802 г., был установлен шестилетний срок обучения в училище. В училище существовало четыре класса. Четвёртый класс (для самых младших воспитанников) делился на три отделения. Предметы, составляющие курс обучения при Жоффре, включали Закон Веры, правильное познание российского и французского языков, основы геометрии, историю, рисование. С третьего отделения вводится первый экзамен (самым младшим детям к этому моменту было всего 7 лет). В 1820 г. Жоффре приглашает священника Измайлова в качестве настоятеля устроенной в том же году церкви при училище. В обязанности священника входило и преподавание учащимся Закона Божьего.
Н. М. Лаговский, в очерке о Санкт-Петербургском училище глухонемых, характеризуя знания учеников первого класса, отмечает, что они толково отвечают на вопросы из области религии и искусств, и что

«знанием вещей, сделанных человеком, они были подготовлены к разумению того, что было сделано Создателем».
«Развитие учеников этого класса, — отмечает Лаговский, — дало возможность ввести их в обладание самыми высокими истинами; им был преподано о создании духов, о возмущении их, о свержении их с неба в преисподню, о сотворении мира и человека, который состоит из тела и души…».

Жоффре много сделал для становления училища, не прекращая деятельности до самой смерти, последовавшей в 1828 году. В знак признания заслуг Жоффре, Александр I наградил его орденом святого Владимира, одной из высших наград Российской империи. Таким же орденом был награждён и аббат Сикар.
Преемником Жоффре на посту директора училища был Г. А. Гурцев (1824—1838) который делает первую попытку создать методику обучения глухонемых, написав «Энциклопедический курс методических и практических уроков, составленных и кратких назидательных фраз, приспособленных к мимическому языку, относящихся к человеку, житейским нуждам, познаниям и ко всем обязанностям в обществе» [СПб, 1838 г.]. После утверждения нового Устава училища, 30 июля 1835 г., в курсе предметов, к Закону Божьему добавляется «Священная история и нравственность».
В 1838 году директором училища становится В. И. Флери (1838—1856), замечательный педагог, сыгравший значительную роль в развитии отечественной сурдопедагогики и написавший первую книгу в этой области «Глухонемые, рассматриваемые в отношении к их состоянию и к способам образования, самым свойственным их природе» [СПб, 1835]. Этот уникальный труд долгие годы был пособием для учителей и родителей и не потерял ценности и в наши дни.
В 1846 г. управляющим Училища был почётный опекун Опекунского совета граф М. Ю. Виельгорский.
В последующие годы училище возглавляли выдающиеся специалисты и педагоги Я. Т. Спешнев (1856—1865), И. Я. Селезнев (1865—1868), П. И. Степанов (1868—1885), В. Д. Сиповский (1885—1895), А. Ф. Остроградский (1896—1901), П. Д. Енько (1901—1916).
Во второй половине XIX в. русские училища для глухонемых детей развивались как интернатские учреждения и как учебно-воспитательные учреждения общеобразовательного и профессионально-ремесленного типа. Внимание концентрируется на трудовой подготовке воспитанников, а учебные планы все больше приобретают практическую направленность, в них включаются новые предметы: лепка, рисование, черчение, художественная вышивка, граверное ремесло.

### Работали в Петербургском училище глухонемых
- Жан Батист Жоффре
- Гурцов, Георгий Александрович
- Флери, Виктор Иванович
- Спешнев, Яков Тимофеевич
- Селезнев, Иван Яковлевич
- Степанов П. И.
- Сиповский, Василий Дмитриевич
- Остроградский, Александр Фёдорович
- Богданов-Березовский, Михаил Валерьянович
- Енько Петр Дмитриевич
- Демяновский, Валентин Александрович

## Судьбы воспитанников
Многие выпускники этого училища после его окончания могли продолжить образование в обычных учебных заведениях, так как они владели устной речью. Некоторые из них служили на государственной службе, многие стали преподавателями этого же училища и помогали другим глухонемым. Многие были отправлены в другие города и организовали там также училища для глухонемых учеников. Воспитанник Петербургского училища Иван Карлович Арнольд, потерявший слух в раннем детстве, в 1825 г. получил место художника в Императорском Эрмитаже, позже служил топографом в Департаменте государственных имуществ. А в 1860 году Арнольд основал на собственные средства училище глухонемых в Москве. Были среди выпускников и ремесленники и торговцы.
Глухонемых детей, способных к рисованию, обучали и живописи, и иконописи. Мария Федоровна способствовала тому, что наиболее талантливых учеников училища глухонемых отдавали на выучку к известным художникам. У художника Венецианова учился глухонемой ученик Александр Беллер, который потом стал преподавателем рисования в училище и написал двенадцать икон праздников для храма училища. Некоторые наиболее талантливые выпускники продолжили обучение рисованию в Академии Художеств и в Рисовальном училище барона Штиглица. В храме святого Георгия Победоносца при Главном Штабе на Дворцовой площади на стенах висели копии картин религиозного содержания из Эрмитажа, выполненные глухонемыми художниками.
Один из выпускников училища стал преподавателем художественного чистописания в Санкт-Петербургском торговом училище. Известно, что один из выпускников училища работал рисовальщиком медицинских препаратов при Крестовоздвиженской общине сестер милосердия. Выпускник училища 1884 г. Федор Шельтинг более 30 лет служил чертежником в Корабельной чертежной Балтийского судостроительного и механического завода, а его супруга Анна Шельтинг 18 лет служила лаборантом на первой в России Санкт-Петербургской микроскопической станции при городских скотобойнях.
Поскольку ученики сразу после окончания училища не всегда могли сразу найти себе места служения, а порой и место жительства, при училище был создан приют, где они могли находиться после окончания училища до того момента, когда найдут подходящее место.

## Дело о сопротивлении изъятию церковных ценностей
В 1922 году несколько сотрудников Петроградского института глухонемых были привлечены к суду по делу о сопротивлении изъятию церковных ценностей (судебный процесс митрополита Вениамина). Они обвинялись в хищении церковных ценностей. Но дело обстояло иначе. Ввиду трудного материального положения из храма вынесли несколько ценных предметов для продажи, чтобы на эти деньги купить продукты для воспитанников. Это было сделано по распоряжению директора и по решению Совета института.
К суду были привлечены директор, профессор П. С. Янковский, священник Михаил Дымский и ещё три преподавателя. Директор и преподаватели получили различные сроки заключения, но в основном, небольшие — от 1 года до 3 месяцев. 70-летнего священника Михаила Дымского, прослужившего в храме училища 34 года, отпустили, на следующий год он умер, в этом же 1923 год храм при училище закрыли.

## Храм во имя святых апостолов Петра и Павла
Церковь на третьем этаже здания училища глухонемых устроил П. С. Плавов. В одноярусном иконостасе было четыре иконы кисти Васильева; запрестольное «Распятие» написал в 1822 г. глухонемой художник Степан Сергеев. Освящение церкви состоялось 19 февраля 1821 г. в честь ап. Павла, небесного покровителя покойного супруга вдовствующей Императрицы. После пожара 30 июля 1840 г., богослужения на время перенесли в рекреационный зал. 29 июня 1844 г. на третьем этаже, в центральной части корпуса по проекту П. С. Плавова была заложена новая церковь. На фасаде здания она была выделена портиком из композитных полуколонн. Внутри церковь украшали ионические колонны и пилястры искусственного жёлтого мрамора, хоры поддерживались мощными консолями. Иконы для двухъярусного белого с золотом иконостаса взяли старые, спасенные при пожаре, недостающие написал сын вышеупомянутого Васильева, а Двунадесятые праздники — воспитанник училища, учитель рисования А. И. Беллер. Освятил храм 14 мая 1847 г. епископ Ревельский Нафанаил.
Церковь была очень важным элементов в деле воспитания глухонемых детей. В этой церкви служили священники, в обязанности которых входило знание жестовой речи глухонемых. Богослужение проводилось обычным образом, во время богослужения пел хор, пение которого не могли слышать глухонемые воспитанники. Священник во время богослужения не пользовался жестовой речью, но обычно в самые важные моменты богослужения кто-то из старших воспитанников либо преподавателей выходил на середину храма и переводил для неслышащих богослужение на жестовый язык. Смысл богослужения объяснялся ученикам на уроках Закона Божия при помощи письма или жестов. Естественно, что исповедь принималась в училище письменно либо на языке жестов. В эту церковь не допускались посторонние, но они помещались на хорах этого храма.
В начале 1918 года храм сделали приходским, при этом упразднили сурдоперевод, а в 1923 году службы ликвидировали окончательно.
В 1996 году православная община Педагогического института им. А. И. Герцена обратилась к ректору с просьбой об открытии храма. В 1997 году была отслужена первая Литургия. С 1999 года назначен в храм постоянный священник, и стали проводиться регулярные богослужения. 8 октября 2000 года была отслужена первая Литургия для глухонемых и слабослышащих людей с сурдопереводом.
Сейчас при храме существует единственная в Санкт-Петербурге община неслышащих. Еженедельно проводятся встречи и занятия для инвалидов по слуху. Осуществляется просветительская деятельность: паломнические поездки и экскурсии, просмотры фильмов с субтитрами. Каждое воскресенье и по церковным праздникам служатся Литургии с сурдопереводом для глухих и слабослышащих. Также совершаются церковные таинства: крещения и венчания, проводятся заупокойные богослужения. Настоятелем храма является протоиерей Димитрий Симонов.